# Nycterephes
Nycterephes es un género de polillas perteneciente a la familia Geometridae, descrito por primera vez por Alfred Jefferis Turner en 1906. Se encuentra distribuida en Australia.

## Especies
- Nycterephes anthracica Lower, 1905)
- Nycterephes coracopa Turner, 1906